# Anton Josef Gruscha
Anton Josef Gruscha   (né le 3 novembre 1820 à Vienne et mort le 5 août 1911 à Kirchberg am Wechsel) est un cardinal autrichien du XIXe siècle et du début du XXe siècle.

## Biographie
Gruscha est professeur de théologie à l'université et vicaire militaire de l'armée autrichienne. Il est élu archevêque titulaire de Carrhae (de) en 1878 et promu archevêque de Vienne en 1890. Le pape Léon XIII le crée cardinal lors du consistoire du 1er juin 1891. Il participe au conclave de 1903  (élection de Pie X).